# Jerzy Górski (kajakarz)
Jerzy Górski (ur. 27 października 1929 w Warszawie, zm. 24 maja 1997 tamże) – polski kajakarz, trener, olimpijczyk z Melbourne 1956. Zasłużony Mistrz Sportu.
W latach 1950–1954 był reprezentantem stołecznego klubu Spójnia, a od 1955 do 1958 klubu Sparta. Jego trenerem od początku kariery był Stanisław Zantara.
Czołowy kajakarz lat pięćdziesiątych XX wieku w dwójkach. Mistrz Polski (14 razy) w:
- konkurencji K-2 na dystansie 10000 metrów w latach 1950, 1954, 1956-1957
- konkurencji K-1 na dystansie 1000 metrów w roku 1952
- konkurencji K-2 na dystansie 1000 metrów w latach 1956-1958
- konkurencji K-1 na dystansie 500 metrów w roku 1952
- konkurencji K-2 na dystansie 500 metrów w latach 1954-1958

Na igrzyskach olimpijskich wystartował w kajakowych dwójkach na dystansie 1000 metrów z Ryszardem Skwarskim, gdzie odpadli w eliminacjach, oraz na dystansie 10 000 m ze Stefanem Kapłaniakiem, gdzie zajęli 10. miejsce. Po zakończeniu kariery do końca życia był bosmanem klubu Spójnia.

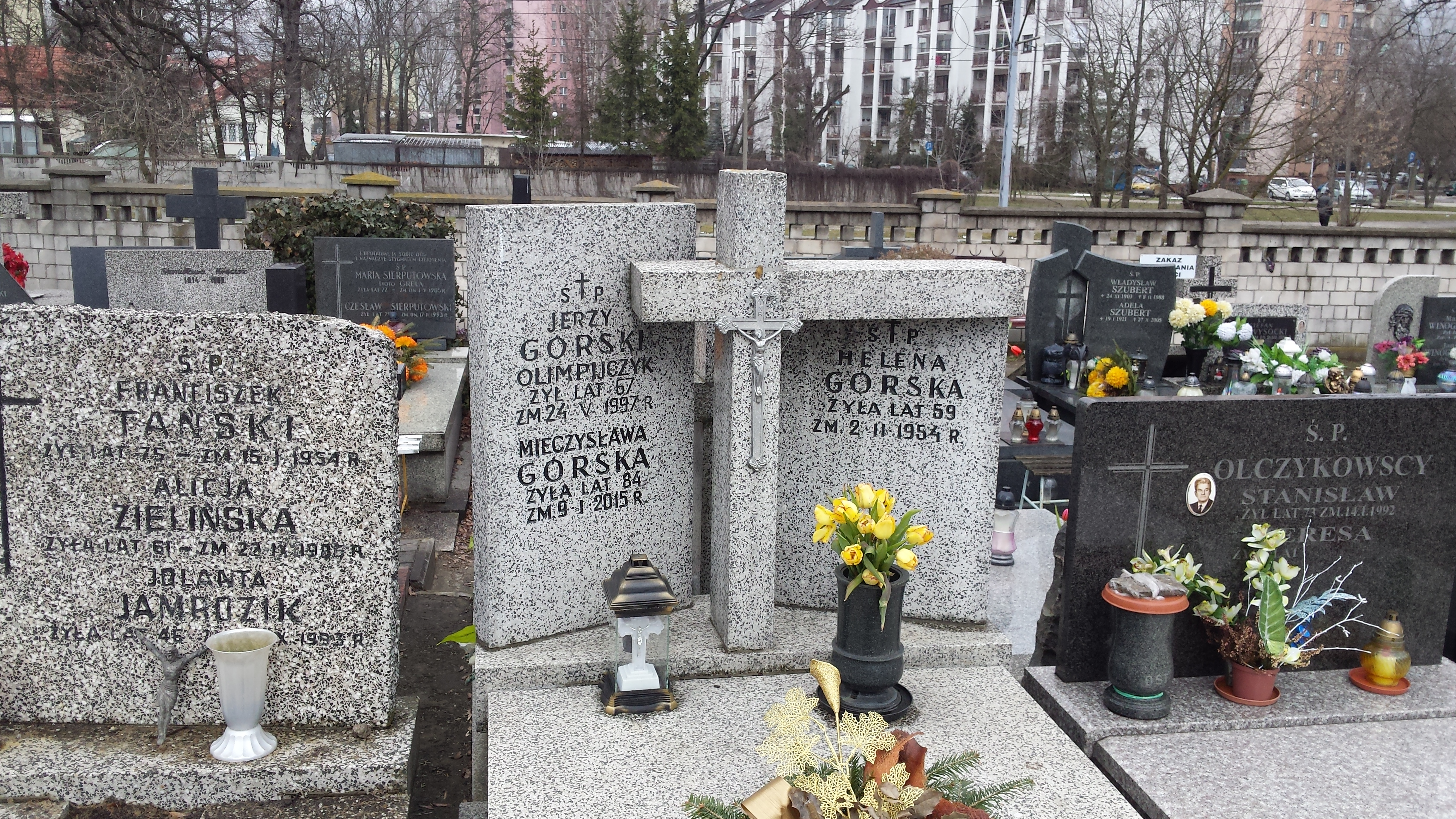
Grób Jerzego Górskiego na cmentarzu Wawrzyszewskim